# سید عبدالحسین شرف‌الدین عاملی
سید عبدالحسین شرف‌الدین موسوی عاملی (۱۸۷۲–۱۹۵۷میلادی) فقیه، اصولی، ادیب، محدث و مجتهد شیعی در سال ۱۲۹۰ هـ.ق. در شهر کاظمین به دنیا آمد. وی در ۸ جمادی‌الثانی سال ۱۳۷۷ هـ.ق. در سن ۸۷ سالگی، در لبنان از دنیا رفت. پیکر او به نجف منتقل و در جوار حرم علی بن ابی‌طالب به خاک سپرده شد. طی تلاش او در مهاجرت به دمشق، سپاه فرانسه کمین کرده بود تا او را از وصول به دمشق باز دارد که موفق نشد، لذا منزل او در شخور و منزل بزرگش در صور را به آتش کشیدند و بدین طریق کتابخانه او به همراه ۱۹ کتاب خطی تألیف یافته‌اش سوخته و مفقود گشتند.

## تحصیل
وی از هشت سالگی فراگیری علوم دینی را نزد پدرش آغاز کرد و به خواندن ادبیات عرب پرداخت.
در سال ۱۳۱۰ به سامرا رفت و از حسن کربلایی و باقر حیدر درس آموخت.
پس از گذشت یک سال راهی نجف شد و به درجه اجتهاد رسید.
در ۹ ربیع‌الاول ۱۳۲۲ همراه با خانواده‌اش نجف را ترک کرد و از راه دمشق رهسپار جبل عامل شد.
ابتدا در «شحور» اقامت کرد. پس از سه سال، به دعوت مردم صور، راهی آن‌جا شد و با تأسیس حسینیه صور آن‌جا را به مرکزی برای برگزاری برنامه‌های گوناگون دینی و اجتماعی تبدیل کرد.

## اساتید
- رضا اصفهانی
- محمد طه نجف
- آخوند خراسانی
- فتح‌الله غروی اصفهانی
- عبدالله مازندرانی

## آثار
- الفصول المهمة[الف]
- الکلمة الغرّاء فی تفضیل الزهراء
- المراجعات[ب]
- النّص و الاجتهاد
- ابوهریره[پ]
- المجالس الفاخره فی مأتم العترة الطاهرة[ت]
- فلسفة المیثاق و الولایة
- اجوبة مسائل جارالله[ث]
- مسائل فقهیه[ج]
- کلمة حول الرؤیة[چ]
- الی المجمع العلمی العربی بدمشق[ح]
- ثبتُ الاَثباب فی سلسلة الرواة[خ]
- مؤلفوا الشیعة فی صدر الاسلام[د]
- زینب الکبری
- بُغیة الراغبین فی احوال آل شرف‌الدین[ذ]

### آثار مفقوده
فهرست این کتب از حاشیهٔ «الکلمة الغراء» استخراج شده‌است:
1. شرح البصرة
2. حاشیه استصحاب
3. رسالة فی منجّزات المریض
4. سبیل المؤمنین
5. النصوص الجلیه
6. تنزیل الآیات الباهره
7. تحفة المحدثین فیما اخرج عنه الستة من المضعفین
8. تحفة الاصحاب فی حکم اهل الکتاب
9. الذریعه
10. المجالس الفاخره
11. مؤلفوا الشیعة فی صدر الاسلام
12. بغیة الغائز فی نقل الجنائز
13. بغیة السائل عن لثم الایدی و الانامل
14. زکات الاخلاق
15. الفوائد و الفرائد
16. حاشیه‌ای بر صحیح بخاری
17. حاشیه‌ای بر صحیح مسلم
18. الاسالیب البدیعة فی رجحان مآتم الشیعه

## منادی وحدت
وی در جهت وحدت امت اسلامی، کتاب «الفصول المهمة فی تألیف الامة» را تألیف کرد که از آن به «منشور وحدت اسلامی» یاد می‌کنند.
وی در سرآغاز کتاب می‌گوید:
«تنها و تنها با وحدت اسلامی است که اقدامات عمرانی هماهنگ می‌گردد، وسائل ترقی فراهم می‌شود، روح تمدن جلوه می‌کند، فروغ آسایش در آفاق زندگی می‌تابد و یوغ بردگی از گردن همه برداشته می‌شود.»
وی در همان راستا، کتاب اجتهاد در برابر نص را به رشته تحریر درآورد. او در این کتاب، حدود صد مورد اجتهاد در مقابل نص را که خلفا، حاکمان و برخی از بستگان آنان، در زمان محمد بن عبدالله یا بعد از فوت او مرتکب شدند، بر اساس کتاب‌های معتبر اهل سنت برمی‌شمارد و در مورد هریک، نظرات علمی، تحقیقی و منتقدانه خود را بیان می‌کند.

## درگذشت
وی در صبح روز دوشنبه ۸ جمادی‌الثانی سال ۱۳۷۷ در سن ۸۷ سالگی درگذشت و در حرم علی بن ابی‌طالب به خاک سپرده شد.

## جانشین
سید موسی صدر به وصیت او در سال 1958 به عنوان جانشینش به لبنان رفت و تا هنگام ناپدیدسازی اجباری‌اش در سال 1978 رهبری شیعیان این کشور را بر عهده داشت.

## ارجاعات
1. ↑  نقباءالبشر، شیخ آقا بزرگ تهرانی، ج ۳، ص ۱۰۸۰؛ حیاة الامام شرف‌الدین فی سطور، شیخ احمد قبیسی، ص ۳۱؛ الامام‌السید عبدالحسین شرف‌الدین قائد فکر و علم و نضال، شیخ عبدالحمید الحر، ص ۱۳.
2. ↑  شرف الدین موسوی عاملی ۱۳۹۹، ص. ۲۲، زندگی‌نامه مؤلف.
3. ↑  حیاة الامام شرف‌الدین، ص ۳۲؛ الامام السید عبدالحسین شرف‌الدین، ص ۸۹.
4. ↑  حیاة الامام شرف‌الدین، ص ۳۳.
5. ↑  نقباءالبشر، ج۳، ص۱۰۸۱؛ حیاة الامام شرف‌الدین، ص۸۰.
6. ↑  الامام‌السید عبدالحسین شرف‌الدین، ص ۸۸.
7. ↑  حیاة الامام شرف‌الدین، ص ۸۵.
8. ↑  شرف‌الدین، ص ۱۰۳–۱۳۹؛ النص و الاجتهاد، مقدمه
9. ↑  شرف الدین موسوی عاملی ۱۳۹۹، صص. ۲۶–۲۷، زندگی‌نامه مؤلف.
10. ↑  نقباءالبشر، ص ۱۰۸۲.
11. ↑  شرف‌الدین، محمدرضا حکیمی، ص ۱۲۳.
12. ↑  النص و الاجتهاد؛ شرف‌الدین، ص ۱۳۲–۱۳۷.
13. ↑  نقباءالبشر، ج ۳، ص ۱۰۸۵ و ۱۰۸۶؛ النص و الاجتهاد، ص ۳۹.
14. ↑  سردبیر (۲۰۱۹-۰۵-۲۰). «Biography». موسسه فرهنگی تحقیقاتی امام موسی صدر. دریافت‌شده در ۲۰۲۵-۰۱-۲۰.